# Деванос
Деванос (ісп. Dévanos) — муніципалітет в Іспанії, у складі автономної спільноти Кастилія-і-Леон, у провінції Сорія. Населення — 103 особи (2010).
Муніципалітет розташований на відстані близько 220 км на північний схід від Мадрида, 45 км на схід від Сорії.

## Демографія
Динаміка населення (INE ):

## Галерея зображень

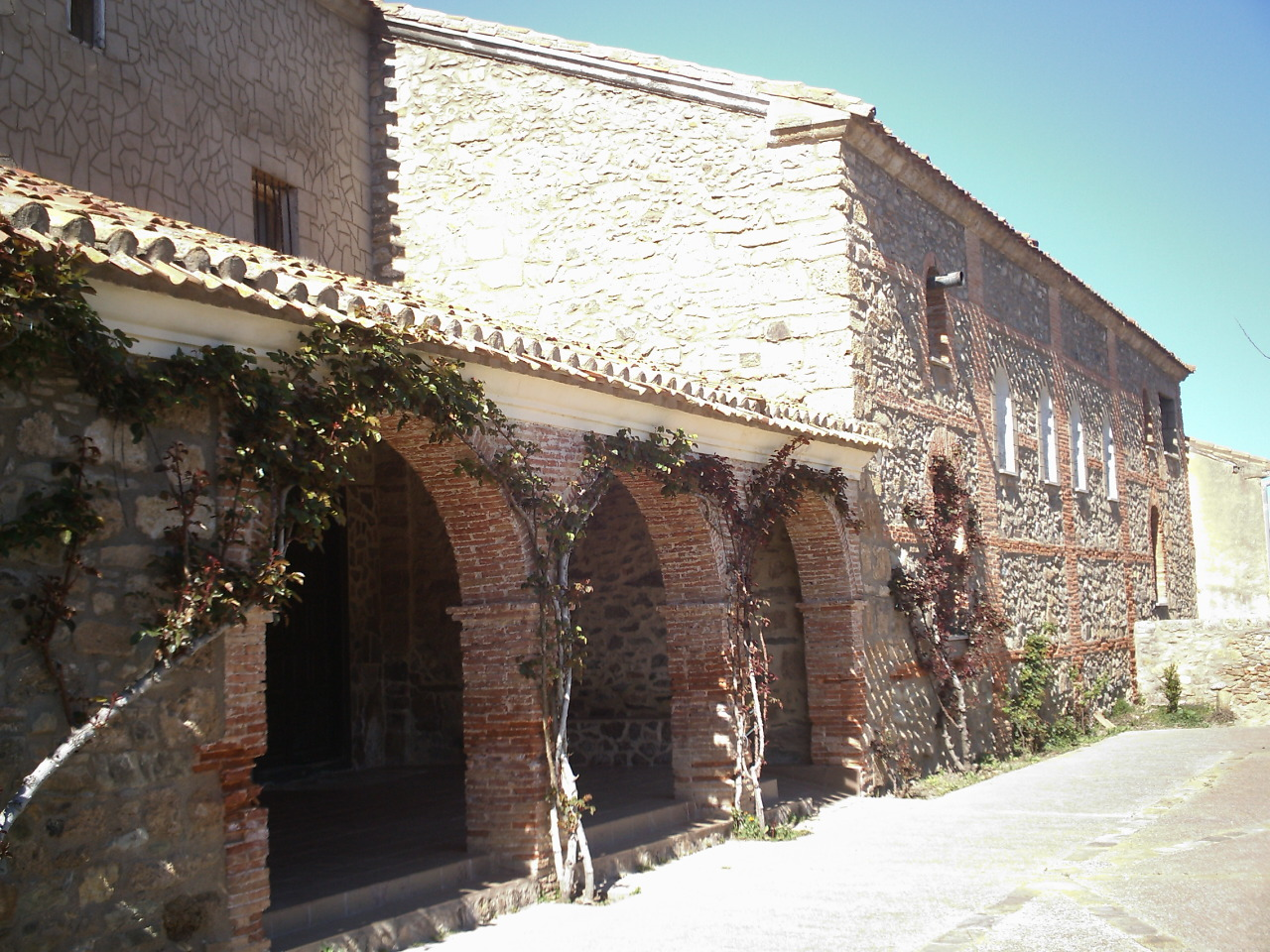
Церква Ла-Вірхен-дель-Патросініо
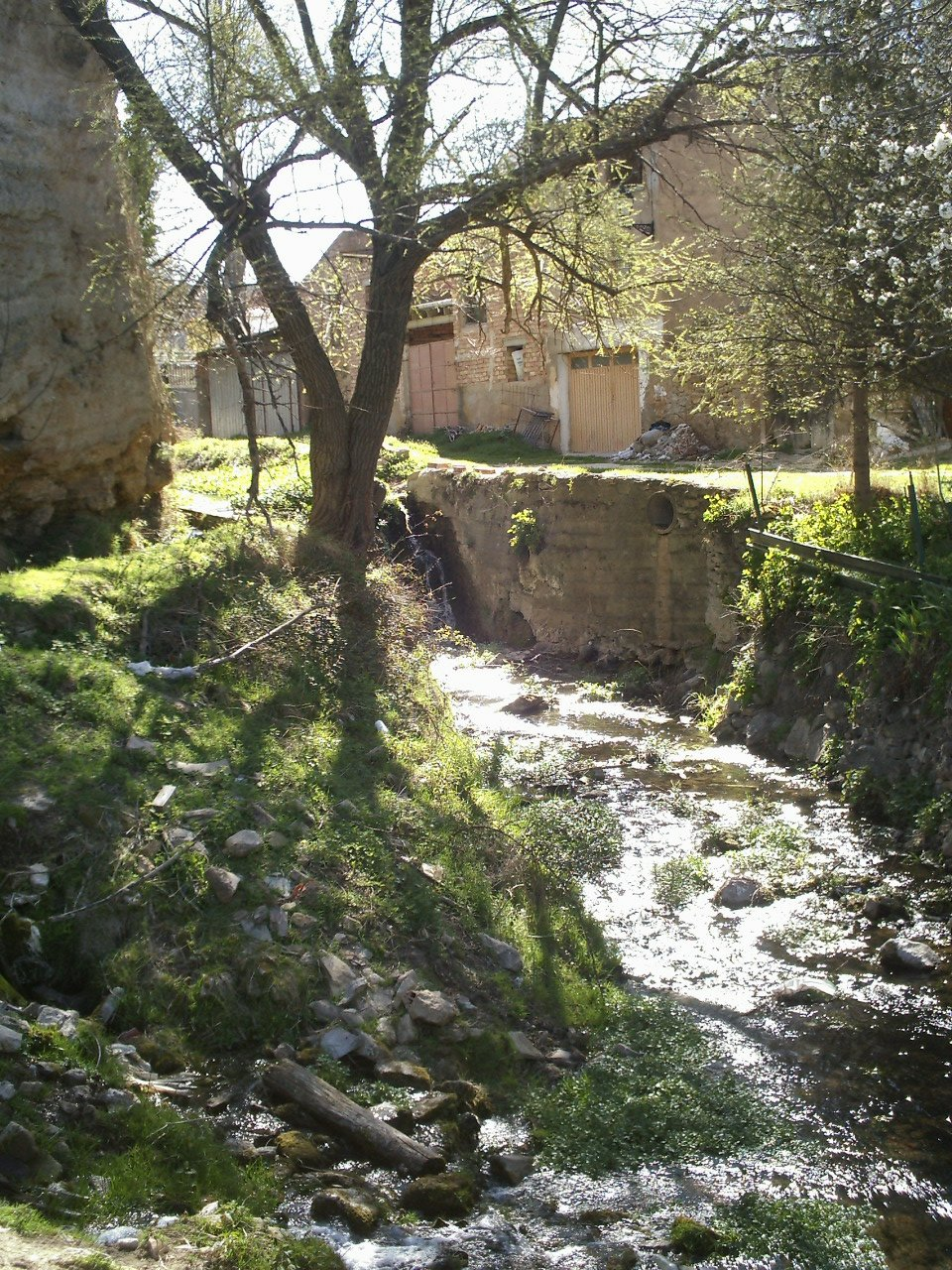
Річка Аньямаса, Деванос